# Aleksandr Barkov
Ifjabb Aleksandr Barkov (Tampere, 1995. szeptember 2. –) olimpiai bronzérmes finn jégkorongozó, center. A National Hockey League-ben szereplő Florida Panthers játékosa. A volt szovjet-orosz jégkorongozó, Alekszandr Barkov fia, így orosz állampolgársággal is rendelkezik. 2011 decemberében beválogatták a finn férfi junior jégkorong-válogatottba, így ő volt az ország legfiatalabb játékosa a 2011-es U20-as jégkorong-világbajnokságon.
2021-ben, 2024-ben és 2025-ben az NHL legjobban védekező csatárának választották. 2025-ben a King Clancy-emlékkupát is elnyerte.